# Brigitte Oertli
Brigitte Oertli, född 10 juni 1962 i Egg, är en schweizisk före detta alpin skidåkare.
Oertli blev olympisk silvermedaljör i störtlopp vid vinterspelen 1988 i Calgary.